# History Channel
History (cunoscut anterior ca The History Channel; stilizat în majuscule), este un canal TV internațional prin satelit și cablu deținut de Hearst Networks, care transmite programe istorice fictive și documentare istorice.

## Difuzarea postului.

### Internațional.
History Channel a fost lansat pentru prima dată în Statele Unite ale Americii pe 1 ianuarie 1995. Acum el este difuzat în: Marea Britanie, Australia, Noua Zeelandă, Portugalia, Irlanda, Israel, Spania, Polonia, Italia, Turcia, Elveția, Belgia, Serbia, Kuwait, Bahrain, Qatar, UAE, Liban, Egipt, Africa de Sud.

### În România
History Channel a fost lansat în România pe 1 octombrie 2008. Acesta este localizat, este subtitrat în română 100% și neîntrerupt de publicitate locală. În prezent, acesta poate fi găsit în grilele operatorilor Vodafone România (fostul UPC Digital), RCS & RDS, Digi TV, Focus Sat și Orange România (fostele Telekom și Telekom IP-TV).
Din decembrie 2012, dispune și de o pistă Audio în limba română pentru prezentarea promo-urilor.

## Emisiuni difuzate pe History Channel

### Emisiuni difuzate în trecut
- American Eats
- Ancient Discoveries
- Ancients Behaving Badly
- Around the World in 80 Ways
- Battle 360°
- Battlefield Detectives
- Battles BC
- Boneyard
- Cities of the Underworld
- Clash of the Gods
- Conquest Decisive
- Battles Declassified
- Deep Sea Detectives
- Digging for the Truth
- Dogfights
- Engineering an Empire
- Evolve Expedition Africa
- Food Tech
- Gangland
- Greatest Tank Battles
- Hairy Bikers
- Haunted History
- The History of Sex
- History's Business
- History's Lost & Found History's Mysteries
- How the Earth Was Made
- Human Weapon
- That's Impossible
- Jurassic Fight Club
- Life After People
- The Lost Evidence
- Lost Worlds
- MadHouse
- Mail Call Man, Moment, Machine
- Mega Disasters
- Mega Movers
- MonsterQuest
- Monumental Challenge
- The Most MysteryQuest
- Nostradamus Effect
- Patton 360°
- The Presidents
- Reel to Real
- Save Our History
- Sliced
- The States
- Surviving History
- Tactical to Practical
- Tales of the Gun
- Tougher In Alaska
- UFO Files
- UFO Hunters
- Warriors
- Weird U.S.
- Wild West Tech
- The XY Factor
- Storage Wars: Texas
- Top Shot
- The Universe
- Ax Men
- Big Rig Bounty Hunters Big Shrimpin
- Brad Meltzer's Decoded
- Decoding the Past
- Full Metal Jousting
- How the States Got Their Shapes
- Ice Pilots NWT
- Ice Road Truckers
- Modern Marvels
- Mounted in Alaska
- Only in America with Larry the Cable Guy
- Swamp People

### Seriale difuzate în prezent.
- American Pickers - Pe urmele antichităților.
- American Restoration - Restaurări.
- Ancient Aliens - Extratereștri antici.
- Cajun Pawn Stars - Așii amanetului din Louisiana.
- Dogfights - Lupte aeriene. ǂ
- Lost Worlds - Lumi pierdute. ǂ
- Mud Men - Comori ascunse în mâl. - Din 7 ianuarie 2012.
- Patton 360 - Patton 360. ǂ
- Pawn Stars - Așii amanetului.
- Soviet Storm: WWII In The East - Al Doilea Război Mondial in Est.
- Storage Wars - Războiul depozitelor.
- Swamp People - Oamenii mlaștinilor.
- Third Reich: The Rise and Fall - Înălțarea și declinul celui de-al treilea Reich.
- UFO Hunters - Vânătorii de OZN-uri.
- Counting Cars.
- Grave Trade.
- Miracle Rising: South Africa.
- Mountain Men.
- Shipping Wars.

### Filme și miniserii, nedifuzate în prezent
- 102 Minutes That Changed America
- America: The Story of Us
- Ancestors in the Attic
- Hatfields & McCoys
- Mankind The Story of All of Us
- Museum Secrets
- The Men Who Built America
- The People Speak
- The Bible
- Vietnam in HD
- WWII in HD
- Vikings
- The Kennedys -nu a mai fost difuzat pe History din cauza lipsei de acuratețe, deși a fost considerat cel mai scump  proiect TV comandat de History Channel

## History Channel HD
History Channel HD a fost lansat pe 1 octombrie 2008. Din Octombrie 2009, versiunea HD a lui History Channel este disponibilă în oferta UPC Digital, subtitrată în permanență în limba Română. De asemenea, este inclusă și în oferta operatorului Focus Sat.
Din iunie 2012, programul History Channel HD a devenit aproape identic cu versiunea SD.
Din anul 2016, programul History Channel HD este identic cu versiunea SD.

## Critici și controverse
De cand s-a lansat în 1995, datorită difuzării frecvente ale documentarelor cu Al Doilea Război Mondial, a fost denumit în glumă "The Hitler Channel". Recent, marea majoritate a documentarelor dezbăteau tematici militare și aveau o înclinație spre istoria Americii.
Rețeaua a mai fost de asemenea criticată de către Stanley Kutner pentru difuzarea seriei controversate The Men Who Killed Kennedy în 2003. Kutner a fost una din cei trei istorici însărcinați să revizuiască documentarul, însă a fost dezaprobat de  canal și nu a mai fost redifuzat. Pe de altă parte, programele cu minunile arhitecturale moderne au fost lăudate pentru prezentarea de informații detaliate într-un format de divertisment.
Din 2010 încoace, seriile de documentare ca Ice Road Truckers, Ax Men, Storage Wars, American Restoration, American Pickers și Pawn Stars au primit critici asupra tematicii non-istorice.
Brad Lockwood, contribuitorul de la Forbes.com, a criticat History Channel pentru difuzarea programelor dedicate monștrilor, extratereștrilor și conspiraților și a scris că tendințele de rating au influențat postul TV să se concentreze pe divertisment, mai degrabă decât pe istorie reală. Senatorul american Chuck Grassley a criticat frecvent canalul ca fiind needucativ și non-istoric.
Din 2010 până în prezent,canalul difuzează frecvent documentare care dezbat teme mistice, ufologice și apocaliptice: UFO Hunters, Ancient Aliens, Nostradamus Effect, Decoding the Past, 2012, End of Days, Last Days on Earth , Seven Signs of the Apocalypse și documentarele despre apocalipsa mayașă.
Seria de documentare Ancient Aliens, care dezbate teoria paleoastronautică, a fost extrem de des criticată pentru că cercetătorii pun toate realizările arhitecturale, militare și culturale ale oamenilor din antichitate și miturile religioase  pe seama contactului cu extratereștrii, ce ar fi vizitat planeta cu milenii în urmă.

## Media

### Jocuri video
- History Civil War: Secret Missions.
- The History Channel: Alamo – Fight for Independence.
- The History Channel: Battle for the Pacific.
- The History Channel: Battle of Britain 1940.
- The History Channel: Civil War – A Nation Divided.
- The History Channel: Civil War – Great Battles.
- The History Channel: Crusades – Quest for Power.
- The History Channel: Digging for Truth.
- The History Channel: Dogfights – The Game.
- The History Channel: Great Battles Medieval.
- The History Channel: Great Battles of Rome.
- The History Channel: Lost Worlds.
- The History Channel: ShootOut! – The Game.